# South Windsor

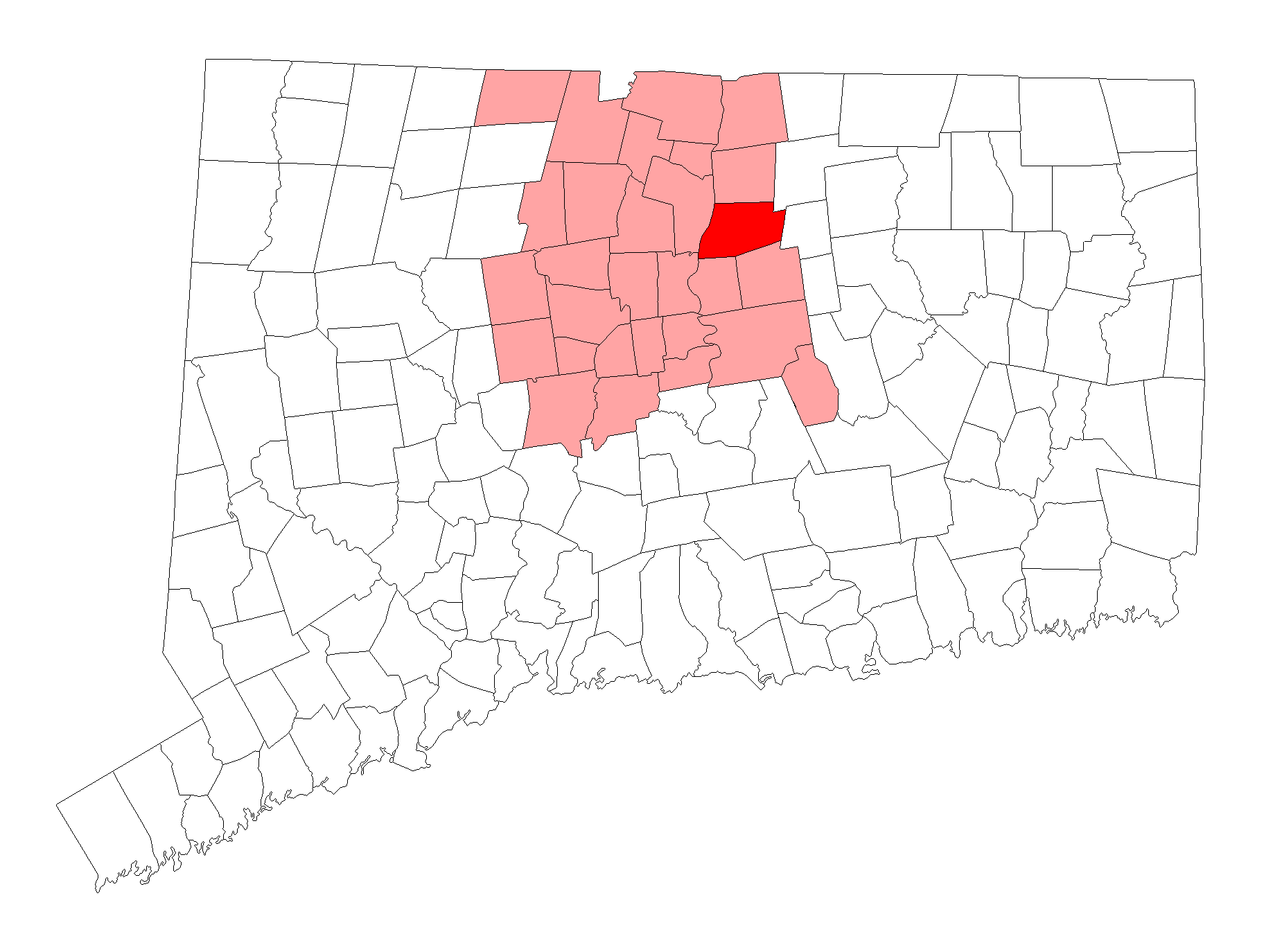
Lägeskarta

South Windsor är en kommun (town) i Hartford County i delstaten Connecticut, USA. Vid folkräkningen år 2000 bodde 24 412 personer på orten. Den har enligt United States Census Bureau en area på totalt 74,3 km² varav 1,8 km² är vatten.